# トゥッルス・ホスティリウス
トゥッルス・ホスティリウス（Tullus Hostilius, 紀元前710年 - 紀元前641年）は、王政ローマにおける第3代の王。王政ローマの他の諸王と同じく、一般的には伝説上の人物と見なされることが多い。その後もローマで元老院会議場として長らく使われた「ホスティリウスの会議場」を建設したとされているが、元々は会議場の名前が先にあって、後に伝説の王の名前に転用されたのではないかと唱える歴史家もいる。

## 生涯
王政ローマでは初期の頃、王はラテン人とサビニ人から交互に選ぶという取り決めになっていた。初代のロームルスはラテン人で、第2代のヌマ・ポンピリウスはサビニ人であったため、第3代はラテン人の名門出身であるトゥッルス・ホスティリウスが選ばれ、紀元前673年に即位した。彼の祖父ホスティウス・ホスティーリウスはサビニ人との戦争の際に奮戦し、華々しく戦死した名将として有名であった。
その頃、ローマは隣国アルバ・ロンガとの間で農地の境界を巡る不満が蓄積していたが、強国であったアルバ・ロンガを恐れて話し合いで解決させていた。だが王位に就いたトゥッルスはこれを戦争で解決することを主張する。両国は戦争となるが、アルバ・ロンガは初代王ロームルスの出身でもあるため、無用な流血を避け、代表者同士による決闘で勝敗を決めることとなった。ローマはホラティウス3兄弟、アルバ・ロンガはクリアティウス3兄弟を代表とし、始めはアルバ・ロンガ側が圧倒するように見えたが、結局はローマが勝利した。
結果としてアルバ・ロンガはローマに忠誠を誓うことになったが、内心では大いに不満を抱いていた。そのためアルバ・ロンガはフェデナイとウェイイの2都市を扇動し、ローマに宣戦布告させる。そしてアルバ・ロンガはローマの味方として参戦するように見せかけながらも、戦いの瞬間に裏切る計画を立てていた。だがトゥッルスはこの策略を見抜いていた。
フェデナイの近くで戦闘が始まると、アルバ・ロンガ軍はローマ軍から離脱してフェデナイ・ウェイイ連合軍の方へと駆け出した。しかしこのタイミングでトゥッルスは、敵軍に届くほどの大声で「見よ、なんと勇敢に飛び込んでいくのか。敵はすぐに騙されていたことに気づくぞ」と叫んだために、フェデナイ・ウェイイ連合軍は大混乱を起こして敗走した。そしてその戦いの後にアルバ・ロンガの王は戦勝祝賀会に招待されて、武器も持たずに出席したところを捕らえられて処刑された。アルバ・ロンガの都市は完全に破壊され、住民はローマへの移住を強制された。しかしアルバ・ロンガ人は奴隷にされたわけではなく、全員がローマ市民権を与えられ、有力者の一族は元老院議員となった。ユリウス氏族はこのとき移住させられた有力者の一族だと言われている。また、議員が増えて手狭になったため新たに建てられた会議場が「ホスティリウスの会議場」であるとされている。
その後、紀元前641年にトゥッルスは死亡する。32年の治世であった。伝説によれば、先王ヌマ・ポンピリウスの遺した書を元にユピテル神を呼び出そうとしたが、あまりに儀式が粗雑であったために神の怒りを買い、落雷に当たって死亡したという。